# Шунем
32°36′20.28″ пн. ш. 35°20′3.50″ сх. д. / 32.6056333° пн. ш. 35.3343056° сх. д.
Шунем (івр. שׁוּנֵם) — невелике село, що згадується у Біблії (Нав 19,18).
Шунем може бути ідентифікований як сучасне село Сулам (Ізраїль).